# 清水邦広
清水 邦広（しみず くにひろ、1986年8月11日 - ）は、日本の男子バレーボール選手。元日本代表。

## 来歴
福井県足羽郡美山町（現在の福井市）出身。ママさんバレーをしていた母親の影響で、上宇坂小学4年（上宇坂スポーツ少年団）よりバレーボールを始める。福井工業大学附属福井高等学校を経て、東海大学に進学。
2007年、大学在学中の20歳で、全日本代表オポジットに選出。2007年ワールドリーグ東京大会に緊急招集され、翌日の試合でいきなり代表デビューを飾った。2007年ワールドカップでは、初戦の勝利に貢献するなど活躍した。12月16日に青山記念体育館で行われた全日本インカレ大会では、全日本監督の植田辰哉が駆けつけて激励の演説をした。
2008年、北京オリンピック世界最終予選を経て、福澤達哉とともに最年少の21歳で北京オリンピック代表に選出され出場。
2009年4月、パナソニックパンサーズに入団。11月に開催されたワールドグランドチャンピオンズカップでは全日本男子32年ぶりの国際大会の銅メダル獲得に貢献し、ベストスコアラー賞を獲得。Vプレミアリーグではパナソニックの2年ぶりの優勝に貢献し、最高殊勲選手賞、スパイク賞、ベスト6を獲得した。 
2010年、黒鷲旗大会のパナソニックの3連覇に貢献し、2年連続黒鷲賞を獲得した。
左手甲を負傷中のため、2013年ワールドリーグのメンバー（22名）には選出されなかった。その後、同年9月の2014年世界選手権アジア最終予選のメンバー（12名）には選ばれた。
2013/14Vプレミアリーグにおいて、パナソニックの2年ぶり優勝に大きく貢献し、自らも二度目となるMVPとベスト6、スパイク賞を受賞した。
2015年8月に開催された第18回アジア選手権で優勝に大きく貢献し、自らもMVPに輝いた。
2018年2月18日に行われたVファイナルステージ・JT戦の第一セットで、アタックし着地した際に右膝を捻り、右膝前十字靱帯および内側側副靱帯の断裂に加え、半月板損傷、軟骨損傷で全治12か月という大怪我を負う。その後手術を数度繰り返すこととなるが、リハビリを重ねて復帰を果たし、2019-20シーズンより2シーズン連続でV.LEAGUEの敢闘賞を受賞している。
2021年、東京オリンピックで、若きエース・西田有志の控えではあったが、試合に出場して日本代表の準々決勝進出に貢献。準々決勝でブラジルに敗退。この試合をもって日本代表を引退する意向をInstagramで発表したが、現役続行の意向も示した。
2025年7月、日本代表B対オーストラリア代表国際親善試合でコーチを務めた。

## 人物
- 同じ福井市出身のプロバスケットボール選手の石崎巧と親交がある。
- 2014年12月25日に歌手の中島美嘉と結婚[13]。2018年2月3日、離婚したことを明らかにした[14]。
- 2022年1月12日、前日の11日に再婚したことを発表した[15]。なお、その妻はNHK和歌山放送局契約キャスター及びテレビ大阪アナウンサーだった坂本七菜であることが判明している[16]。
- 2022年9月3日、第1子女児が誕生したことをInstagramにて報告[17][18]。
- 2025年4月6日、第2子男児が誕生したことをInstagramにて報告[19]。

## 球歴
- 日本代表 - 2007年-2021年
  - オリンピック - 2008年、2021年（東京2020）
  - ワールドカップ - 2007年、2011年、2015年、2019年
  - ワールドリーグ - 2007年、2008年、2009年
  - ワールドグランドチャンピオンズカップ - 2009年、2013年

## 受賞歴
- 2009年
  - 第58回黒鷲旗全日本男女選抜大会 黒鷲賞（最高殊勲選手）、ベスト6
  - ワールドグランドチャンピオンズカップ ベストスコアラー賞
- 2010年
  - 2009/10 Vプレミアリーグ 最高殊勲選手賞、スパイク賞、ベスト6
  - 第59回黒鷲旗全日本男女選抜大会 黒鷲賞、ベスト6
- 2011年 - 2010/11 Vプレミアリーグ ベスト6
- 2012年 - 2011/12 Vプレミアリーグ ベスト6
- 2014年
  - 2013/14 Vプレミアリーグ MVP、ベスト6、スパイク賞
  - 第63回黒鷲旗全日本男女選抜大会 黒鷲賞、ベスト6
- 2015年 - 第18回アジア選手権 MVP
- 2016年 - 2015/16 Vプレミアリーグ 敢闘賞、ベスト6
- 2018年 - 2017/18 Vプレミアリーグ ベスト6
- 2020年 - 2019-20 V.LEAGUE DIVISION1 敢闘賞、Vリーグ栄誉賞（10シーズン以上、230試合以上出場）
- 2021年 - 2020-21 V.LEAGUE DIVISION1 敢闘賞

## 所属チーム
- 上宇坂スポーツ少年団
- 福井市立美山中学校
- 福井工業大学附属福井高等学校
- 東海大学
- パナソニックパンサーズ/大阪ブルテオン（2009年-）